# .biz
.biz (от английски: business) е домейн от първо ниво (TLD).
Домейнът е предвиден да се използва от бизнес сектора. Създаден е, за да облекчи нуждите от качествени .com домейни. През декември 2009 г. регистрираните домейни са 2 015 740.